# Tavelsjön
Tavelsjön er den største sø i Umeå kommun og har et areal på omkring 10 km². Den ligger cirka 25 kilometer nord for Umeå og øst for "bjergkæden" bestående af Tavelsjöberget og Vallberget. 
Søen er relativt dyb, tæt på 30 meter i den vestlige ende. Den afvandes mod syd af Tavelån, som løber ud i Tavelfjärden sydøst for Umeå. Tavelsjön er berømt for historien om "Tavelsjöodjuret". Ved søen ligger byerne og bebyggelserne Tavelsjö, Långviken, Yttre Långviken, Kvarnfors, Haddingen, Sunnansjö, Långviksvallen og Signhildsbäck. Västerbacka kapell ligger ved søen.

## Eksterne kilder og henvisninger
- Bygdens webbportal

64°0′40″N 20°2′30″Ø / 64.01111°N 20.04167°Ø